# 葛埠口乡
葛埠口乡，是中华人民共和国河南省新乡市原阳县下辖的一个乡镇级行政单位。

## 行政区划
葛埠口乡下辖以下地区：
白庙村、娄庄村、李庄村、曹庄村、胡沙窝村、朱柳园村、尹圪垱村、娄彩店村、小王庄村、范堤口村、胡庄村、靳庄村、葛庄村、熊庄村、南村、白寨村、北村、杨湾村、李盘石村、李聪寨村、范寨村、后卢寨村、姬庄村、徐庄村和下马头村。